# Joel Hinds
Pour les articles homonymes, voir Hinds.
Joel Hinds, né le 18 janvier 1987 à Derby, est un joueur professionnel de squash représentant l'Angleterre. Il atteint en juin 2014 la 69e place mondiale sur le circuit international, son meilleur classement.

## Biographie
En 2009 et pour son 5e tournoi PSA, il remporte l'Open de Pittsburgh en étant classé 198e mondial et issu des qualifications,. En 2013, il se qualifie pour les championnats du monde et il est battu au premier tour par James Willstrop.

## Palmarès

### Titres
- Open de Pittsburgh : 2009